# Hommell (entreprise)
 (mars 2018).
Pour les articles homonymes, voir Hommell.
Hommell est une ancienne marque automobile française dirigée par Michel Hommell, dont l'usine était située à Lohéac, en Ille-et-Vilaine. Elle a notamment construit la Hommell berlinette RS de 1998, une authentique voiture de sport et même de course utilisant le moteur 2 litres de 167 chevaux de la Peugeot 306 S16.
La société exploitante, Automobiles Michel Hommel (Siren 388-592-412), a été dissoute le 8 janvier 2008.

## Historique
À la suite d'un sondage devant servir à définir la sportive idéale paru dans le magazine auto Échappement appartenant à son groupe de presse, Michel Hommell décide de se lancer dans la réalisation d'automobiles sportives.
Possédant déjà à Lohéac le Manoir de l'automobile, célèbre musée automobile, il installe son usine dans l'ancienne laiterie du village en 1990. Deux ans plus tard, au Mondial de l'automobile de Paris, il présente son premier modèle, la berlinette Échappement.
La marque a produit plusieurs modèles sous la direction de Gilles Dupré :
- De 1994 à 1999
  - Berlinette Échappement (69 exemplaires)[3]
  - Barquette (52 exemplaires)
  - Cabster (1 exemplaire)
- En 1997 à 2002
  - Berlinette RS coupé (63 exemplaires)
- En 2000 à 2003
  - Berlinette RS2 (46 exemplaires)

En 1999, les 16 dernières Barquette ont été achetées par Christophe Collaro pour produire après transformation la Vaillante Grand Défi.
| Année | Berlinette | Cabster | Barquette | Berlinette RS | Berlinette RS2 | Prototype barquette (moteur 206 RC) | Total   |
| ----- | ---------- | ------- | --------- | ------------- | -------------- | ----------------------------------- | ------- |
| 1994  | 10         | 1       |           |               |                |                                     | 11      |
| 1995  | 34         |         | 2         |               |                |                                     | 36      |
| 1996  | 16         |         | 22        |               |                |                                     | 38      |
| 1997  | 6          |         | 9         | 2             |                |                                     | 17      |
| 1998  | 3          |         | 4         | 19            |                |                                     | 26      |
| 1999  |            |         | 15        | 13            |                |                                     | 28      |
| 2000  |            |         |           | 17            | 2              |                                     | 19      |
| 2001  |            |         |           | 1             | 21             |                                     | 22      |
| 2002  |            |         |           | 11            | + de 6         |                                     | + de 18 |
| 2003  |            |         |           |               | ?              | 1                                   | + de 1  |
| Total | 69         | 1       | 54        | 63            | 46             | 1                                   | 234     |

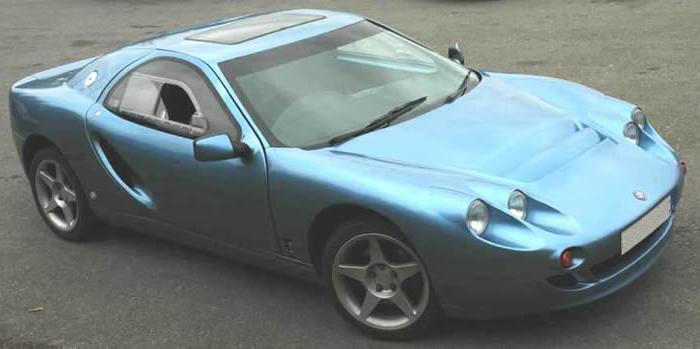
Hommell Berlinette RS / RS2.

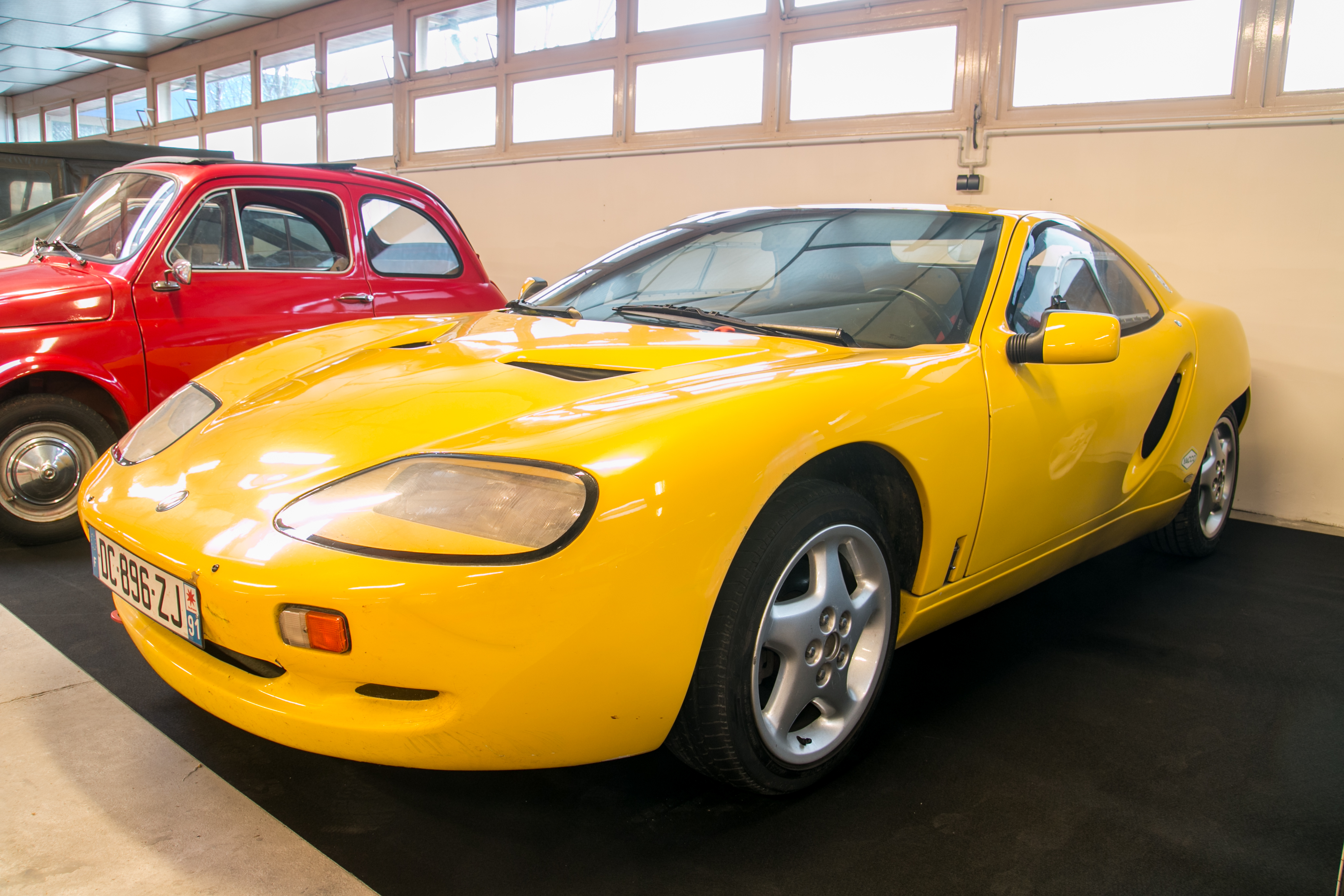
Hommell Berlinette Echappement.

En décembre 2003, la production est arrêtée pour des raisons financières.
En 2005, des investisseurs chinois ont voulu racheter les plans de la berlinette Hommell pour la produire près de Shanghai pour le marché local, mais aucun accord n'a pu être conclu.
N'ayant aucune possibilité pour relancer la production de sa marque, Michel Hommell décide de la dissoudre en 2008.